# Ægidius Elling
Jens William Ægidius Elling (Oslo, 26 luglio 1861 – 27 maggio 1949) è stato un inventore, ingegnere e progettista norvegese, inventore e pioniere della turbina a gas; ha costruito una turbina a gas, la prima in grado di autoalimentarsi per produrre più energia del necessario per far funzionare i propri componenti.

## Biografia

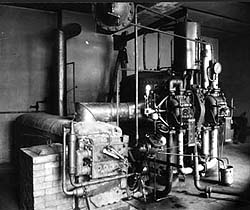
Turbina a gas di Elling del 1903

Elling è nato e cresciuto a Oslo, ha studiato ingegneria meccanica al Kristiania Technical College (ora parte del Oslo of Akershus University College of Applied Sciences), laureandosi nel 1881. Tra il 1885 e il 1902, ha lavorato come ingegnere e progettista in numerosi workshops in Svezia e Norvegia.
Nel 1884 depositò il suo primo brevetto per la turbina a gas. Nel 1903 completò la prima turbina che produceva potenza in eccesso oltre quella necessaria per autoalimentarsi; la sua creazione utilizzava sia compressori rotativi che turbine per producendo 11 CV di potenza. Nel 1912 sviluppò un sistema di turbina a gas con la turbina e compressore separati che lavoravano in serie, combinazione che al giorno d'oggi è assai comune.
Una delle maggiori sfide era trovare materiali in grado di resistere alle alte temperature sviluppate nella turbina per raggiungere elevati picchi di potenza. La turbina progettata nel 1903 poteva resistere a temperature fino a 400 °C. Elling comprese che se fossero stati trovati materiali migliori, la turbina a gas sarebbe stata una fonte di energia ideale per gli aeroplani. Molti anni dopo Sir Frank Whittle, basandosi sui primi lavori di Elling, riuscì a costruire il primo motore a turbina a gas per un aereo, il motore a reazione. I prototipi di turbina a gas di Ellings del 1903 e del 1912 sono esposti al Museo Norsk Teknisk di Oslo.
Nel 1914 Elling pubblicò un libro intitolato Billig opvarmning: veiledning i at behandle magasinovner økonomisk og letvint.